# Михаил Раевски
Михаил Фьодорович Раевски (на руски: Михаил Федорович Раевский) е руски панславист и общественик, настоятел на руската посолска църква в Стокхолм и Виена.
Считан е за „главен посредник в отношенията между руската общественост, учени и дори дипломати със славянските национални кръгове в Хабсбургската монархия“.

## Биография
Раевски е роден на 18 юли 1811 година в свещеническо семейство в Арзамас, Русия. Завършва Духовната семинария в Нижни Новгород и в 1829 година постъпва в Санктпетербургската духовна академия, където учи богословие, философия, църковна и обща истрия, филология, църковно красноречие, гръцки, иврит, немски и френски език. През октомври 1833 година се дипломира като кандидат на богословските науки.
Назнаен е за учител по Закон Божий. На 29 март 1834 година е назначен в православната църква на руското посолство в Стокхолм. От тогава Раевски е на двойно подчинение – на Светия синод на Московската патриаршия и на Министерството на външните работи.
В 1840 година по нареждане на оберпрокурора на Светия синод пише доклад за състоянието на лютеранската църква и духовенството в Швеция. В „Списанието на Министерството на народното просвещение“ публикува 3 статии за основното, средното и висшето образование в Швеция: „Упсалският университет“, „За народните и началните училища в Швеция“ и „Специалните училища в Швеция“. Статиите на Раевски имат положително ефект, тъй като запознават обществеността в Русия с шведската система, която е сред най-прогресивните за времето си педагогически образователни системи. Статиите му са преведени в Германия.
Поддържа много контакти с българската имиграция в Русия. Сред българските видни дейци, с които Раевски води богата кореспонденция, са Васил Априлов, Константин Петкович, Сава Филаретов, Спиридон Палаузов, Тодор Минков и др.
Раевски остава в Стокхолм 8 години до 1842 година, когато е преместен в руската посолска църква във Виена на мястото на архимандрит Профирий, изпратен със специална мисия в Йерусалим Раевски остава във Виена до смъртта си на 2 май 1884 г.